# Il prezzo della vanità
Il prezzo della vanità (Vanity's Price) è un film muto del 1924 diretto da Roy William Neill. Josef von Sternberg compare come aiuto regista.

## Produzione
Prodotto dalla Gothic Pictures

## Distribuzione
Il film fu distribuito dalla Film Booking Offices of America (FBO) che lo fece uscire nelle sale il 7 settembre 1924.

### Date di uscita
- USA	7 settembre 1924
- Portogallo	7 ottobre 1927

Alias
- Vanity's Price	  USA (titolo originale)
- Il prezzo della vanità	Italia
- O Preço da Vaidade 	Portogallo